# 蒙自玉山竹
蒙自玉山竹（学名：Yushania longiuscula）为禾本科玉山竹属下的一个种。

## 扩展阅读
- 維基物種上的相關：蒙自玉山竹